# Cryptancistrus similis
Genre
Espèce
Cryptancistrus similis, seul représentant du genre Cryptancistrus, est une espèce de poissons-chats de la famille des Loricariidae.

## Distribution et habitat
Cette espèce n'est connue que du haut du Paru de Oeste River au Brésil.

## Étymologie
Le nom du genre Cryptancistrus dérive du grec ancien κρυπτός, kruptós, « couvert, caché » et ἄγκιστρον, ánkistron, « petite ancre, crochet » en référence au genre Ancistrus, le genre type des Ancistrini, auquel il est extérieurement très similaire.
Son nom spécifique, du latin similis, « semblable, similaire… », lui a été en raison sa grande similitude avec Guyanancistrus brevispinis, l'espèce type du genre Guyanancistrus.

## Publication originale
- (en) Sonia Fisch-Muller, Jan H. Mol et Raphaël Covain, « An integrative framework to reevaluate the Neotropical catfish genus Guyanancistrus (Siluriformes: Loricariidae) with particular emphasis on the Guyanancistrus brevispinis complex », PLOS One, PLoS, vol. 13, no 1,‎ 3 janvier 2018, e0189789 (ISSN 1932-6203, OCLC 228234657, PMID 29298344, PMCID 5752014, DOI 10.1371/JOURNAL.PONE.0189789, lire en ligne).